# Lori Fung
Lori Fung (馮黎明), född den 21 februari 1963 i Vancouver, Kanada, är en kanadensisk gymnast.
Hon tog OS-guld i rytmisk gymnastik i samband med de olympiska gymnastiktävlingarna 1984 i Los Angeles.